# Долинська міська територіальна громада (Кіровоградська область)
Долинська міська громада — територіальна громада в Україні, у Кропивницькому районі Кіровоградської області. Адміністративний центр — місто Долинська.
Площа громади — 648,2 км², населення — 26 881 мешканець (2020).

## Населені пункти
У складі громади — місто Долинська, 2 селища (Молодіжне, Пелагеївка) та 29 сіл:
- Антонівка
- Березівка
- Богданівка
- Братський Посад
- Вишневе
- Гординівка
- Згода
- Катеринівка
- Лаврівка
- Маловодяне
- Марфівка
- Мирне
- Новогригорівка Друга
- Новогригорівка Перша
- Новоданилівка
- Новомихайлівка
- Новоолександрівка
- Новосавицьке
- Новошевченкове
- Олександрівка
- Очеретяне
- Писанка
- Славне
- Степове
- Суходільське
- Фалькове
- Федоро-Шулічине
- Червоне Озеро
- Широка Балка